# Heodes subintermedia
Heodes subintermedia är en fjärilsart som beskrevs av Pionneau 1937. Heodes subintermedia ingår i släktet Heodes och familjen juvelvingar. Inga underarter finns listade i Catalogue of Life.